# 28207 Blakesmith
28207 Blakesmith è un asteroide della fascia principale. Scoperto nel 1998, presenta un'orbita caratterizzata da un semiasse maggiore pari a 2,6102877 UA e da un'eccentricità di 0,1032730, inclinata di 1,66900° rispetto all'eclittica.